# Mitsubishi A6M Zero
El Mitsubishi A6M “Zero” va ser un dels caces embarcats, més famós que va actuar en el front del Pacífic durant la Segona Guerra Mundial. Va ser l'avió de caça més utilitzat per l'exèrcit japonès en l'atac a Pearl Harbor, i posteriorment en els atacs “Kamikaze”.
En principi va resultar una sorpresa molt desagradable, per als pilots nord-americans, que es van trobar un avió molt més maniobrable i lleuger, que els seus, encara que aquesta lleugeresa i altres mancances es farien evidents, a mesura que els avions nord-americans anaven millorant.
Un altre fet curiós que s'observa en veure'l, i més tenint en compte de la connexió entre el govern japonès i l'alemany nazi, és la semblança amb el Focke-Wulf Fw 190

## Història
En la curta però interessant història d'aquest model d'avió, s'han de fer alguns apartats per comprendre-hi millor l'entorn.

### Procedència del nom
Amb el nom que es coneix més és el de Zero, i axó ve donat per l'any en què va ser introduït en servei, que es correspon amb l'any 2600 de l'imperi japonès del qual s'agafen les dues darreres xifres el 00, donant el resultat de la seva denominació oficial per l'Armada Imperial Japonesa de ”rei shiki kanjo sentoki”, on rei vol dir zero, shiki és tipus, kanjo és igual a embarcat i sentoki equival a caça, el que es pot traduir com caça embarcat tipus 0, i en la seva contracció oficial es denominava com rei sentoki o caça zero, i finalment en modes col·loquial senzillament “Zero”.
Per altra banda els pilots nord-americans el coneixen per Zeke, que podria ser la contracció d'Ezequiel, que va ser la denominació adoptada per l'exèrcit dels Estats Units per denominar-lo, ja que feien servir els noms masculins per als caces i els noms femenins per als bombarders. Una altra versió del nom, ve donada per un antic còmic americà que versava sobre un heroi destructor del mateix nom.
També pel que fa a la nomenclatura emprada es pot aclarir el següent la A ve determinada pel fet que era un avió embarcat el 6 ve del fet que era el sisè caça embarcat i la M ve donada per l'empresa que va presentar el disseny, o sigui Mitsubishi, tenint en compte que una gran part també va ser fabricada per la fàbrica Nakajima.

### Disseny i desenvolupament
El disseny va començar a causa de la petició del govern japonès en la seva inquietud per substituir l'antiquat A5. Així doncs el 19 de maig de 1937 el govern va donar les especificacions del 12 Shi als grups Mitsubishi i Nakajima per al disseny d'un nou avió per realitzar el canvi, que van ser modificades després de l'octubre de 1937 després de la guerra de la Xina en la qual es van marcar unes prestacions a obtenir, tan elevades, que la Nakashima va abandonar la competència.
En aquest estat de les coses l'equip de dissenyadors de la Mitsubishi, encapçalats per Jiro Horikoshi van arribar l'1 d'abril de 1939, a fer el primer envol del model A6M1 comandat pel pilot Katsuko Shima des de l'aeroport de Kagamigahara, i després de canviar l'hèlix de dues pales per un altre de tres pales de velocitat constant, van superar totes les marques establertes per l'especificació.
El primer tipus a entrar en producció va ser el A6M2 model 11, del que poc després es va produir el model 21 del que ja se'n van fabricar una certa quantitat, seguit d'un reguitzell de tipus i models, que van anar millorant aquest avió fins a la rendició del Japó en 1945. En total la Mitsubishi va fabricar un total de 3.879 aparells, mentre que Nakajima en va fabricar un total de 6.570 aparells.

## Detalls constructius

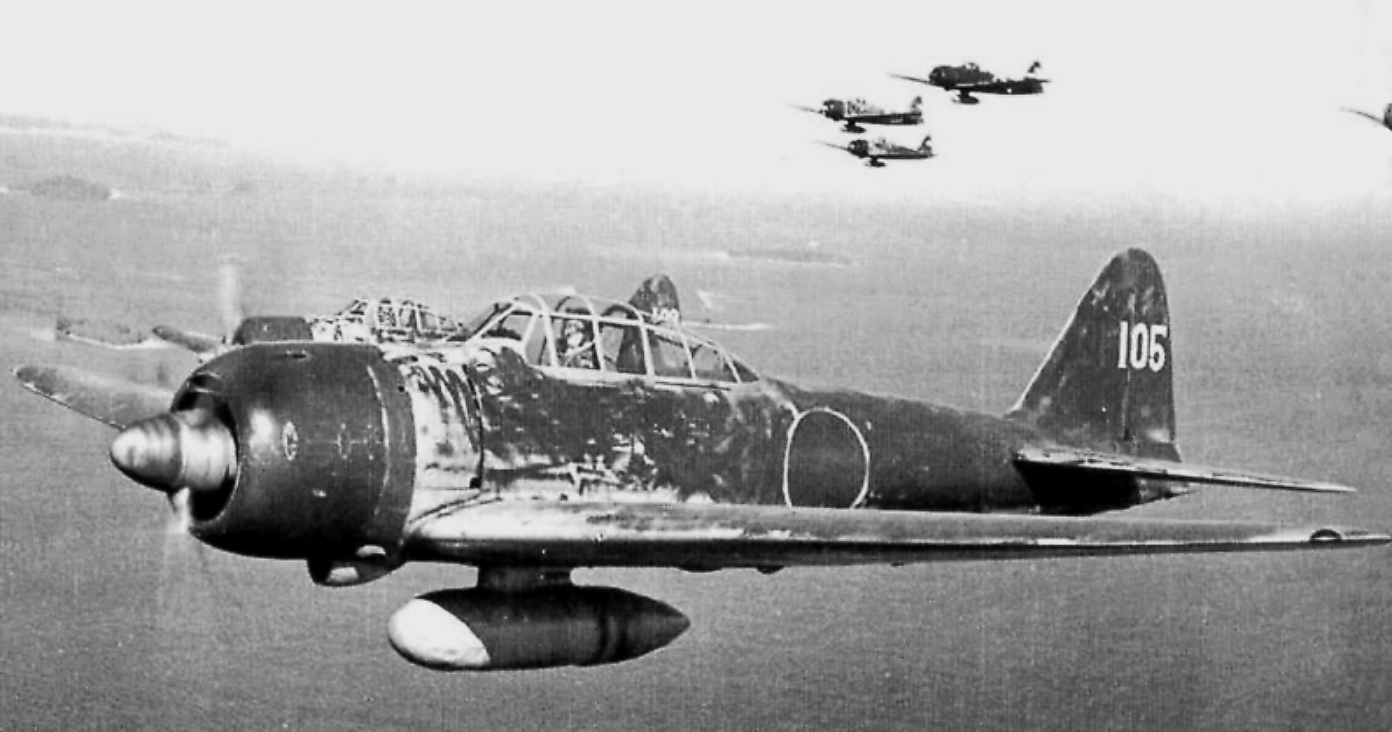
Foto del època del A6M.

Estem parlant d'un avió d'ala baixa i totalment metàl·lic amb tren d'aterratge tricicle endarrerit i totalment retractable, inclòs el ganxo de frenada, que permet l'aterratge damunt d'un portaavions, amb coberta de cabina retractable, molt aerodinàmic i lleuger.
El fuselatge constituït en dues parts amb 16 quadernes i petits llarguers, folrades amb un recobriment metàl·lic i unides amb caragols en la setena quaderna, just darrere la cabina. El conjunt amb l'estructura de les ales formava una estructura resistent molt lleugera, que contribuïa a la relació pes potència i a la maniobrabilitat de l'aparell.
Les ales eren d'una sola peça i estaven muntades en la part davantera del fuselatge, contenien els dos dipòsits de combustible prop de l'arrel de cada ala, amb una capacitat total de 570 litres. Cada una d'elles presentava una planta trapezoïdal amb la punta parabòlica, i els elements mòbils eren revestits de tela. Inclosos els timons de profunditat i el de direcció.
El motor que en principi només donava 940 CV, era un Nakajima NK1C Sakae 12 de 14 cilindres en doble estrella (7+7), amb poca potència per l'època, però com que l'avió pesava poc, el conjunt era superior a altres caces de l'època. Posteriorment l'aparell va ser millorat i el motor potenciat, el que encara el va mantenir en el candeler amb els seus dos canons de 20 m/m i les dues metralladores en principi de 7,7 i més tard de 13,2 m/m, a més podia portar bombes.

## Característiques tècniques

Vistes del A6M

Dels models A6M2 model 21 i el A6M5 model 52 dades obtingudes de la pàgina aviation-history.com
| | A6M2 model 21                                                         | A6M5 model 52                                                         |
| - Mides exteriors |                                                                       |                                                                       |
| longitud total | = 9.06 m                                                              | = 9.121 m                                                             |
| Amplada total | = 12 m                                                                | = 11 m                                                                |
| Alçaria | = 3.05 m                                                              | = 3.509 m                                                             |
| Superfície alar | = 22.44 m²                                                            |                                                                       |
| Pes vuit | = 1.680 kg                                                            | = 1.876 kg                                                            |
| Pes màxim al envol | = 2.410 kg                                                            | = 2.733 kg                                                            |
| - Prestacions |                                                                       |                                                                       |
| Motor | = Nakajima NK1C Sakae 12                                              | = Nakajima NK1K Sakae 21                                              |
| Característiques | = 14 cilindres en estrella (7+7), Sobrealimentat, Refrigerat per aire | = 14 cilindres en estrella (7+7), Sobrealimentat, Refrigerat per aire |
| Potència | = 950 CV a 4.200 m                                                    | = 980 CV a 6.000 m                                                    |
| Velocitat màxima | = 288 kn (knots), 533 km/h                                            | = 305 kn (knots), 564 km/h                                            |
| Autonomia màxima | = 3.107 km                                                            | = 1.921 km                                                            |
| Sostre | = 10,000 m                                                            | = 11.740 m                                                            |
| Velocitat d'ascens | = 942 m/min                                                           |                                                                       |
| Relació potència/pes | = 0.390 CV/kg                                                         | = 0.354 CV/kg                                                         |
| - Armament i equipament |                                                                       |                                                                       |
| - 2 Canons tipus 99 de 20 mm. amb 124 cartutxos cadascun en l'ala - 2 metralladores tipus 97 de 7.7 mm sobre el capó sincronitzades amb 500 cartutxos - 2 bombes de 60 Kg |                                                                       |                                                                       |

## Variants

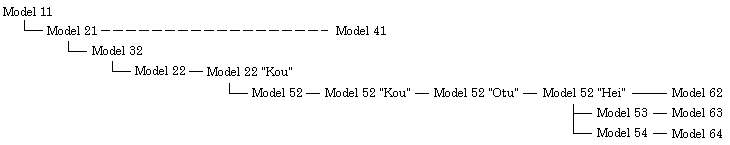
Quadre sinòptic del desenvolupament del A6M

## Variants[1]
- A6M1 o 12-Shi

prototips, El primer vol l'1 d'abril de 1939, amb motor Mitsubishi Zuisei 13 i hèlix de dues pales. Degut a problemes es va canviar a hèlix de tres pales.
- A6M2 model 11

65 aparells com primera producció en sèrie. Amb noves tomes de refrigeració.
- A6M2 model 21

1.540 aparells ja amb ales plegables per ser millor encabits en un portaavions,.
- A6M2-N ”Rufe”

327 aparells dotats de flotadors un gran central i dos petits sota les ales. La casa Nakajima va fer un model igual amb el nom de Nakajima A6M2-N.
- 'A6M2-K

Model d'entrenament de dos seients.
- A6M3 model 32

Model aparegut en 1941, Amb motor Nakajima Sakae 21 de 1.130 CV, noves ales més curtes (11 metres d'envergadura) i més municions per als canons de 20 m/m.
- A6M3 model 22

Model com l'anterior, pro amb les ales de mida inicial (12 metres d'envergadura), alguns equipats amb canons de 30 m/m.
- A6M5 model 52

Considerat per tothom com el millor model aparegut, portava importants millores tals com dipòsits auto segellants, blindatge pel pilot i noves ales, que permetien fer millor el “picat”, el que el permetia escapar millor dels nous aparells nord-americans. El motor passa a tenir escapaments individuals.
- A6M5 model 52 KO

Model derivat del anterior amb revestiment de les ales més gruixut.
- A6M5 model 52 OTSU

Model derivat del model A6M5 model 52, amb extintors per als dipòsits de combustible. Incorpora les noves metralladores de 13,2 m/m.
- A6M5 model 52 HEI

Model derivat del model A6M5 model 52,amb d'incorporació de dues metralladores de 13.2 m/m al costat dels canons de les ales, guies per coets i dues bombes de 30 kg sota les ales.
- A6M6 model 53

Model derivat del model A6M5 model 52, amb motor Nakajima Sakae 31 que donava fins a 1.210 CV amb l'adició de metanol i aigua
- A6M7 model 63,

Aparell derivat del anterior, preparada per atacs kamikaze.
Segons alguns autors, hi ha més variants, però no tenen gaire rellevància i, per tant, no es mencionen per no fer pesant l'article.

## Teatre d'operacions

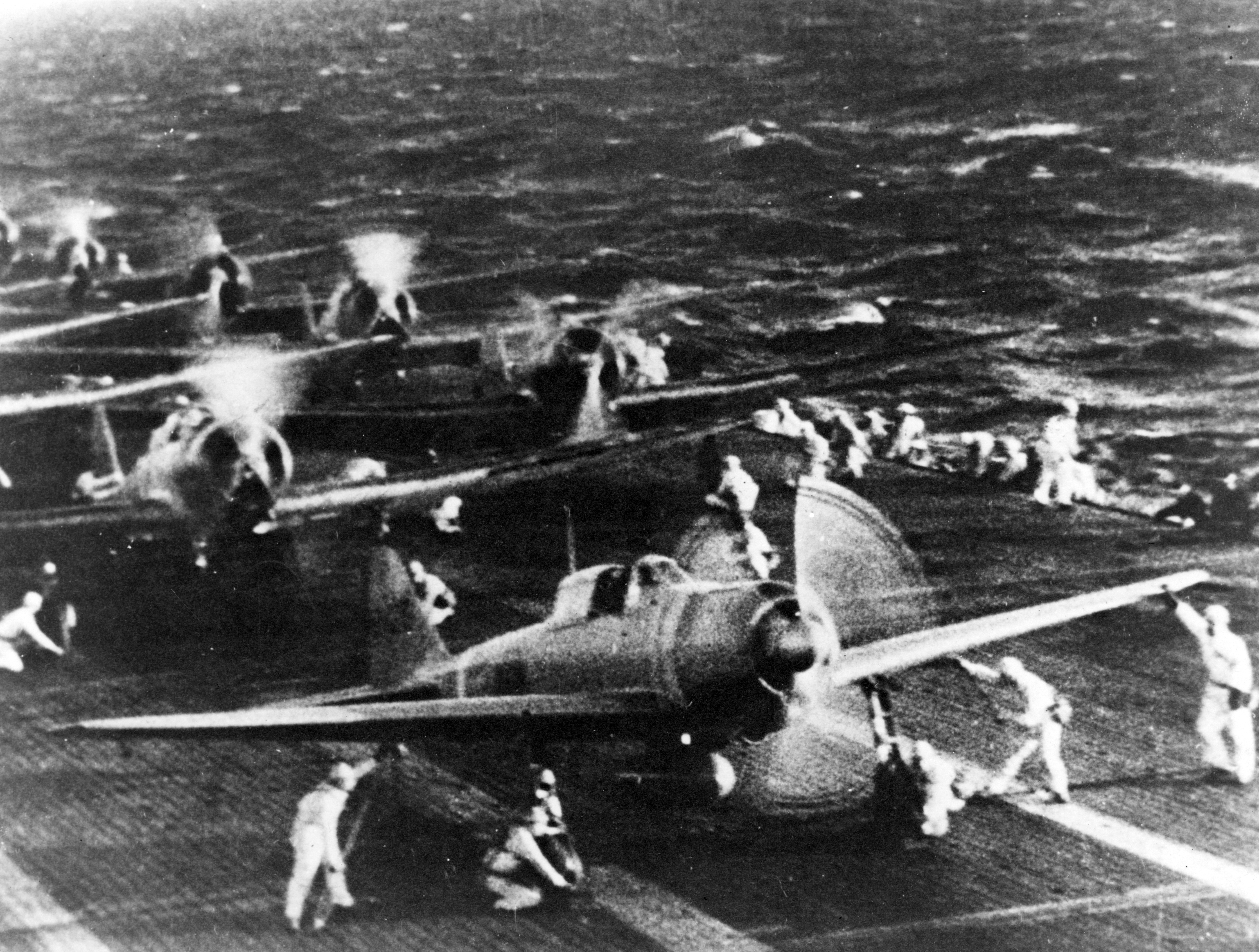
”Zeros” a punt de enlairar-se de la coberta del Shokaku per atacar a Pearl Harbur

El bateig de foc, del A6M, va tindre lloc el 13 de setembre de 1940 a la Xina, quan el Tinent Saburo Shindo, al comandament de 13 aparells, va sorprendre a una formació d'aparells xinesos, composta per aparells Polikarpov I-15 i Polikarpov I-16, i en pocs minuts van resultar abatuts, mentre que els aparells japonesos van resultar indemnes. A la fi del conflicte xinès els aparells japonesos havien abatut, segons els historiadors, entre 99 i 266 aparells.
Amb l'atac a Pearl Harbor, es van desencadenar els fets del front del Pacífic en el qual al principi, el A6M, va tenir un paper molt destacat, ja que en aquests inicis, es van demostrar superiors als aparells nord-americans tals com els Brewster F2A “Buffalo”, Curtiss-Wright CW-21, Curtiss P-36 “Hawk”, Curtiss P-40 “Tomahawk”, Bell P-39 "Airacobra" i Grumman F4F “Wildcat”, la superior maniobrabilitat i sobretot la superior relació pes/potència, va contribuir ressaltar la fama del “Zero” en els seus enfrontaments en el denominat esquadró del triangle de la neteija, format pels asos Hiroyoshi Nishizawa (87 victòries), Saboro Sakai (+ de 67 victòries) i Toshio Ota (34 victòries).
Una manera molt comuna d'aconseguir una victòria, per als pilots japonesos, era que quan tenien un enemic a les “sis”, iniciaven una “trepada” (“picat” ascendent), i quan l'avió que els seguia, es quedava sense velocitat (entrava en “pèrdua”)
i entrava en “barrina” l'avió japonès, que encara no havia entrat en “pèrdua”, efectuava una caiguda d'ala (mena de gir) i disparava sobre l'altre, aconseguint la victòria.
Amb l'arribada de nous models com el Lockheed P-38 i els Grumman F6F “Hellcat”, aquests avantatges es van anar acabant, a més els pilots nord-americans ja havien estat instruïts en noves tàctiques de combat, per encarar amb més probabilitats d'èxit, els enfrontaments amb el A6M, que no va deixar de ser mai un gran adversari.
Ja en la baixada del potencial bèl·lic japonès el mateix aparell es va fer servir com aparell kamikaze junt amb els Ohka. Un altre motiu de davallada d'aquest model, fou la manca de motors, degut principalment al bombardeig sistemàtic de les instal·lacions industrials japoneses, per part de l'aviació nord-americana.

## Sobrevivents

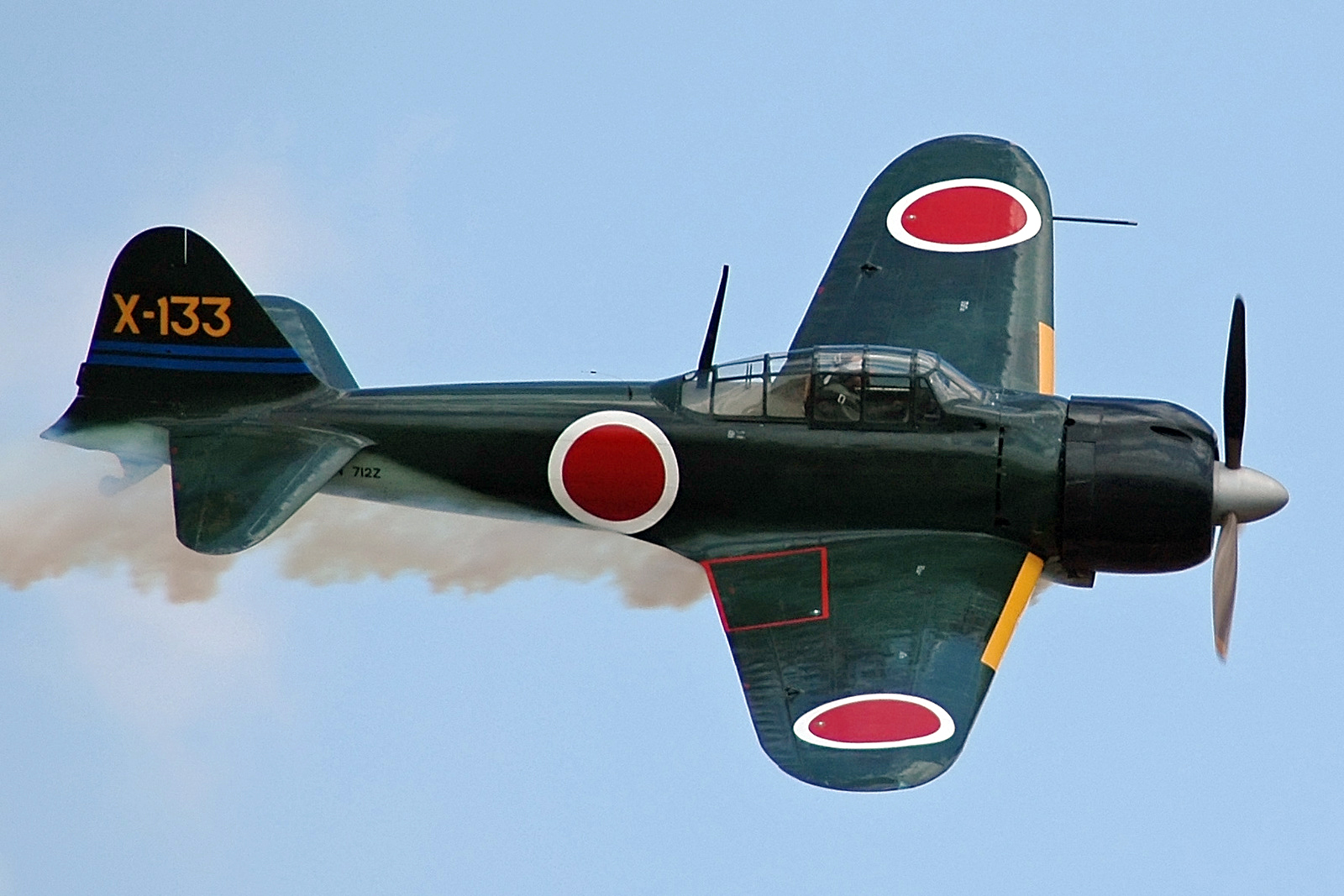
Un “Zero” en un “Air Show” del 2007

Existeixen diversos aparells en exposició en museus dedicats a aquests menesters en diverses parts del món, segons els exemples exposats:
Austràlia
Australian War Memorial (Memorial de la Guerra d'Austràlia), a Canberra.
Estats Units
National Air and Space Museum, Washington DC.
Pacific Aviation Museum Ford Island, Hawaii (hangar 37).
San Diego Air and Space Museum Balboa park, San Diego, Califòrnia.
Japó
Museu de la guerra Yasukuni de Tòquio,
Nova Zelanda
Museu Memorial de Guerra d'Auckland.
Regne Unit
Part davantera del “cockpit” exposada en el Imperial War Museum Duxford (Cambridgeshire).
També existeixen alguna restauració i aparells en condicions de vol, pro amb el motor substituït per algun similar nord-americà.

## Aparicions Audiovisuals
L'aparició d'aquest avió en diferents pel·lícules, no sempre és real, ja que moltes vegades, s'ha fet servir el Nord American T-6 “Texan” convenientment disfressat perquè dones el “paper”, així doncs tenim les següents pel·lícules:
- Tora! Tora! Tora! de 1970 dirigida per Richard Fleischer i protagonitzada entre altres per Martin Balsam, Joseph Cotten, Sō Yamamura, E.G. Marshall, James Whitmore i Jason Robarts, on es relata l'atac a Pearl Harbor, segons els dos bàndols.
- The Final Countdown (no confondre amb la peça musical del Grup Europe) El final de la cuenta atrás de 1980 dirigida per Don Taylor i protagonitzada per Kirk Douglas, Martin Sheen i Katharine Ross, on es relata el traspàs del portaavions USS Nimitz (CVN-68), estatunidenc en l'època de l'atac a Pearl Harbor.
- Baa Baa Black Sheep més tard coneguda com a Black Sheep Squadron sèrie televisiva de la NBC, emitida entre els anys 1976 i 1978, dirigida i produïda per Stephen J. Cannell, que relata les experiencies d'en Gregory “Pappy” Boyington, cap d'esquadró en el Pacífic sud durant la segona guerra mundial.
- Pearl Harbor de 2001, dirigida per Michael Bay i amb un extens repartiment, que escenifica una altra versió de l'atac a Pearl Harbor. En aquest film es va fer servir un A6M5 model 52, que es pot considerar fora de context, ja que no existia en el moment de l'atac.

## Avions similars
- Brewster F2A “Buffalo”
- Focke-Wulf Fw 190
- Grumman F4F “Wildcat”
- Grumman F6F “Hellcat”
- Messerschmitt Bf 109
- Mikoian-Gurévitx Mig-3
- Kawasaki Ki-61
- Nakajima Ki-43 “Hayabusa”
- North American P-64
- Spitfire
- Yakolev Yak-3